# Gottfried Wurche
Gottfried Wurche (* 24. September 1929 in Essen) ist ein deutscher Politiker der SPD.
Wurche ist von Beruf Bahnbeamter. Er trat 1946 der SPD bei. 1972 wurde Wurche als Vertreter Berlins Mitglied des Deutschen Bundestages. Am 3. Juni 1975 legte er sein Mandat vorzeitig nieder und wurde von Jürgen Grimming ersetzt. Von 1975 bis 1978 war Wurche dann Bezirksbürgermeister von Berlin-Tiergarten und von 1979 bis 1989 Mitglied des Berliner Abgeordnetenhauses.